# Ivànovka (Valuiki)
Ivànovka - Ивановка (rus) - és un poble a l'óblast de Bélgorod, a Rússia. El 2010 tenia 22 habitants. Pertany al districte (raion) de Valuiki.